# Divizia A (1997/1998)
Divizia A (1997/1998) – 80. sezon najwyższej klasy rozgrywkowej piłki nożnej w Rumunii. W rozgrywkach brało udział 18 zespołów, grając systemem kołowym w 2 rundach. Tytuł obroniła drużyna Steaua Bukareszt. Tytuł króla strzelców zdobyli Constantin Barbu (Argeș Pitești) oraz Ion Oană (Gloria Bystrzyca), którzy strzelili po 21 goli.

## Tabela końcowa
| Lp. | Drużyna                          | M  | Z  | R | P  | Bramki | Bramki | Różn. | Pkt | Uwagi                                            | Bezpośrednio |
| --- | -------------------------------- | -- | -- | - | -- | ------ | ------ | ----- | --- | ------------------------------------------------ | ------------ |
| 1   | Steaua Bukareszt (M)             | 34 | 25 | 5 | 4  | 83     | 36     | +47   | 80  | Liga Mistrzów UEFA • II runda kwalifikacyjna     |              |
| 2   | Rapid Bukareszt                  | 34 | 24 | 6 | 4  | 70     | 24     | +46   | 78  | Puchar Zdobywców Pucharów • Runda kwalifikacyjna |              |
| 3   | Argeș Pitești                    | 34 | 20 | 5 | 9  | 56     | 38     | +18   | 65  | Puchar UEFA • I runda kwalifikacyjna             |              |
| 4   | Oțelul Gałacz                    | 34 | 20 | 4 | 10 | 54     | 28     | +26   | 64  | Puchar UEFA • I runda kwalifikacyjna             |              |
| 5   | Național Bukareszt               | 34 | 18 | 6 | 10 | 57     | 40     | +17   | 60  | Puchar Intertoto • I runda                       |              |
| 6   | Dinamo Bukareszt                 | 34 | 17 | 3 | 14 | 66     | 50     | +16   | 54  |                                                  |              |
| 7   | CSM Reșița                       | 34 | 15 | 6 | 13 | 55     | 49     | +6    | 51  |                                                  |              |
| 8   | CS Universitatea Craiova         | 34 | 15 | 4 | 15 | 65     | 46     | +19   | 49  | CRA 4-1 CEA CEA 3-2 CRA                          |              |
| 9   | Ceahlăul                         | 34 | 14 | 7 | 13 | 46     | 49     | −3    | 49  | CRA 4-1 CEA CEA 3-2 CRA                          |              |
| 10  | FCM Bacău                        | 34 | 12 | 9 | 13 | 41     | 42     | −1    | 45  |                                                  |              |
| 11  | Gloria Bystrzyca                 | 34 | 13 | 5 | 16 | 56     | 63     | −7    | 44  |                                                  |              |
| 12  | Farul Konstanca                  | 34 | 13 | 4 | 17 | 36     | 52     | −16   | 43  |                                                  |              |
| 13  | Universitatea Kluż-Napoka        | 34 | 11 | 7 | 16 | 42     | 40     | +2    | 40  | UCL 2-0 PET PET 2-1 UCL                          |              |
| 14  | Petrolul Ploeszti                | 34 | 11 | 7 | 16 | 41     | 45     | −4    | 40  | UCL 2-0 PET PET 2-1 UCL                          |              |
| 15  | Foresta Suczawa                  | 34 | 10 | 9 | 15 | 32     | 41     | −9    | 39  |                                                  |              |
| 16  | Chindia Târgoviște (S)           | 34 | 10 | 8 | 16 | 40     | 67     | −27   | 38  | Spadek do                                        |              |
| 17  | Sportul Studențesc Bukareszt (S) | 34 | 5  | 4 | 25 | 32     | 65     | −33   | 19  | Spadek do                                        |              |
| 18  | Jiul Petroszany (S)              | 34 | 3  | 1 | 30 | 19     | 116    | −97   | 10  | Spadek do                                        |              |